# نيتوكريس البابلية
نيكتورحا (نيكتورحا باللغة الكلدانية أو نيكتوريس باللغة اليونانية) وهي ابنة الملك الكلداني البابلي نبوخذ نصر الثاني وهي زوجة الملك الكلداني البابلي نبو نيد الذي تولى الحكم في بابل بعد أن خلع لبشي مردوخ من الحكم ابن الملك نيريغليسار .
وهي والدة الملك بلشاصر ابن نبو نيد الذي تولى الملك في بابل بغياب ابيه نبو نيد ووالدة نبوخذ نصر الثالث